# جوزف لویس
جوزف لویس (انگلیسی: Joseph Levis; ۲۰ ژوئیهٔ ۱۹۰۵ – ۲۰ مهٔ ۲۰۰۵) ورزشکار شمشیربازی اهل ایالات متحده آمریکا بود.
وی در مسابقات کشوری و بین‌المللی در مجموع برندهٔ ۱ مدال نقره، ۱ مدال برنز شده‌است.